# Cryptodesmus laquatus
Cryptodesmus laquatus är en mångfotingart som beskrevs av Karsch 1880. Cryptodesmus laquatus ingår i släktet Cryptodesmus och familjen Cryptodesmidae. Inga underarter finns listade i Catalogue of Life.